# EasyJet Switzerland
easyJet Switzerland (code IATA : DS ; code OACI : EZS) est une compagnie aérienne à bas coûts.

## Histoire
La compagnie a été créée le 18 mai 1988 à Genève, et commence ses vols le 23 mars 1989. Elle porte alors le nom de TEA Basel, et exploite des vols charter en Europe pour le compte d'autres compagnies aériennes. En mars 1998, EasyJet rachète 40 % de la compagnie qui devient sa filiale le 1er avril 1999 et prend alors le nom d'EasyJet Switzerland. Toutefois, les deux compagnies sont présentées aux clients comme une seule et même compagnie sous le nom d'EasyJet. La compagnie est ainsi basée à Genève depuis 1999, et à Bâle depuis le 17 juin 2005.
EasyJet Switzerland est aujourd'hui basée à l'aéroport international de Genève, le deuxième plus grand hub d'EasyJet après Londres-Gatwick, et également à l'aéroport de Bâle-Mulhouse-Fribourg. La compagnie opère aussi vers Zurich, à partir d'autres bases.

## Flotte

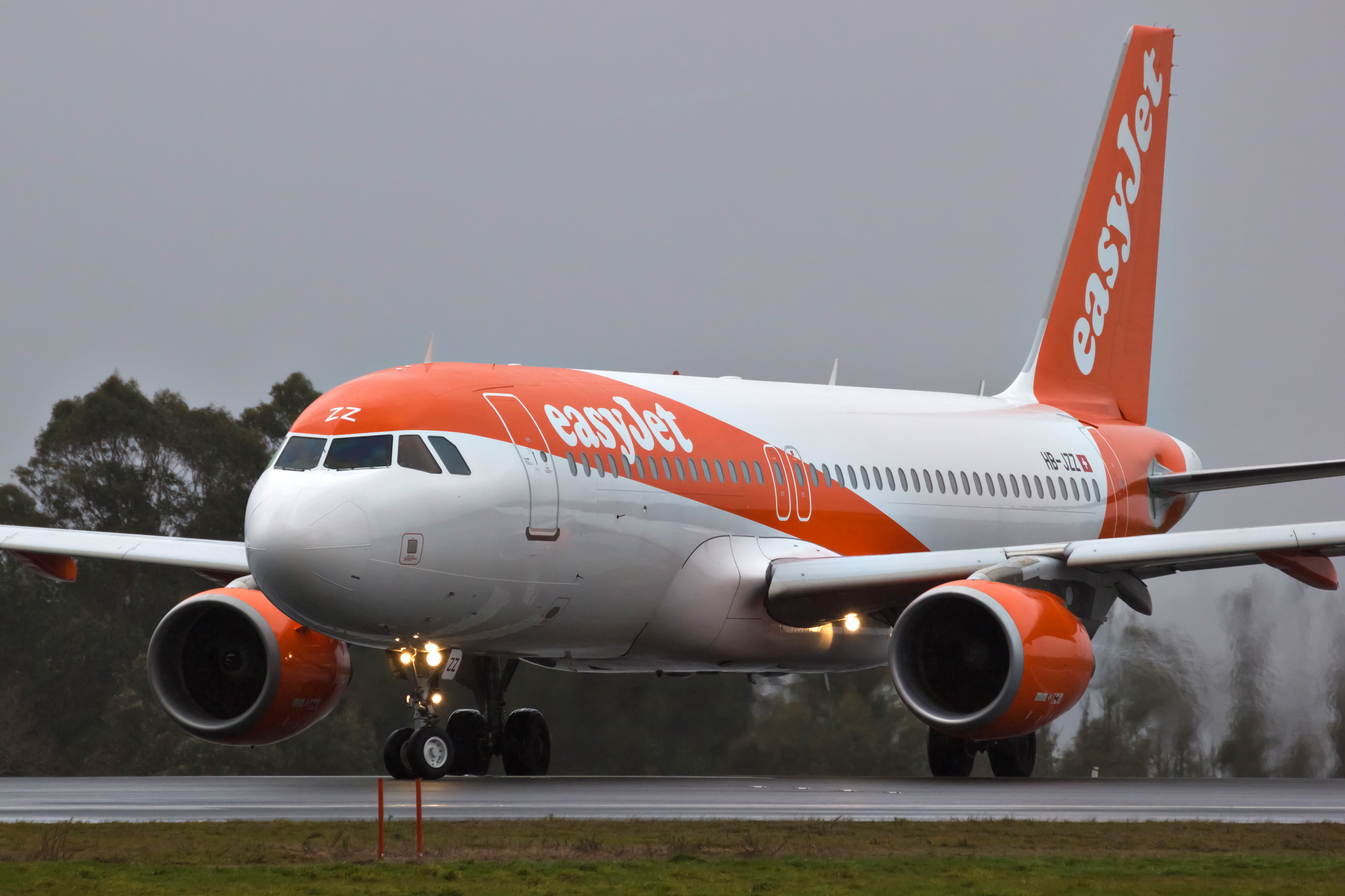
A320 de easyJet Switzerland, HB-JZZ

La compagnie a débuté en novembre 2021 la modernisation de sa flotte en prenant réception de ses premiers A320neo.
La livrée est identique aux avions d'EasyJet, la seule différence étant la présence du drapeau suisse à côté de l'immatriculation de l'avion (qui est elle suisse aussi) HB-JZx/HB-JYx/HB-JXx/HB-AYx.
L'âge moyen de la flotte d'EasyJet Switzerland était de 5 ans et 1 mois en mai 2016.
Deux avions supplémentaires doivent arriver en 2025.
D'ici 2029, 90% des aéronefs doivent devenir des A320Neo.

### Immatriculations
A320-214 (wingtip fence)
HB-JXA,
HB-JXB,
HB-JXD,
HB-JYA,
HB-JYD,
HB-JZR,
HB-JZX,
HB-JZY,
HB-JZZ
A320-214 (sharklets)
HB-JXE,
HB-JXF,
HB-JXJ,
HB-JXK,
HB-JXL,
HB-JXM,
HB-JXN,
HB-JXO,
HB-JXP,
HB-JXQ,
HB-JXR, HB-JXS, HB-JXT, HB-JXU
A320-251N (neo)
HB-AYE,
HB-AYM,
HB-AYN,
HB-AYO,
HB-AYP,
HB-AYQ,
HB-AYR

## Chiffres
À l'été 2014, EasyJet Switzerland dessert 114 destinations, court et moyen-courrier et dessert plus de 50 aéroports partout en Europe, Afrique du Nord, en Israël et en Égypte.
À l'été 2016, la compagnie employait 850 collaborateurs, dont deux tiers à Genève et un tiers à Bâle et transportait plus de 11 millions de passagers de et vers la Suisse. À l'été 2016 également, EasyJet Switzerland comptabilisait 42 % des mouvements totaux à l'Aéroport international de Genève et 52 % des vols opérés de et vers l'Aéroport de Bâle. Au premier semestre 2015, le chiffre d'affaires est de 2,46 milliards d'euros, en hausse de 3,8 %.